# Diecezja Los Teques
Diecezja Los Teques (łac. Dioecesis Tequinensis) – diecezja Kościoła rzymskokatolickiego w Wenezueli. Należy do archidiecezji Caracas. Została erygowana 23 lipca 1965 roku przez papieża Pawła VI mocą konstytucji apostolskiej Amor ille.

## Ordynariusze
- Juan José Ortiz Bernal (1965 - 1980)
- Pío Bello Ricardo SJ (1981 - 1995)
- Mario Moronta (1995 - 1999)
- Ramón Ovidio Pérez Morales (1999 - 2004)
- Freddy Jesús Fuenmayor Suárez (od 2004)